# ИТЕР
Међународни термонуклеарни експериментални реактор (енгл. International Thermonuclear Experimental Reactor) или верз. скр. ИТЕР (енгл. ITER) је међународни истраживачки и инжењерски пројекат на пољу нуклеарне фузије, који тренутно гради највећи светски и најнапреднији експериментални токамак нуклеарни фузијски реактор у Сен Пол ле Дирансу (Прованса) на југу Француске.
Циљ ИТЕР-а је направити прелаз од експерименталних студија из плазма физике, ка електричним електранама на фузијски погон са пуним производним капацитетом. Такође циљ је да се докаже научна и технолошка изводљивост мирнодопске употребе фузијске енергије. Пројекат финансира и води седам чланица: Европска унија (ЕУ), Индија, Јапан, Кина, Русија, Јужна Кореја и Сједињене Америчке Државе. ЕУ, као домаћин ИТЕР комплекса, учествује са 45% у трошковима, док остале чланице доприносе свака по 9%. ИТЕР је тренутно највећи међународни научни пројекат, трошкови пројекта су се са почетних 5 милијарди повећали на тренутних 20 милијарди долара.
Изградња комплекса ИТЕР започела је 2013, првобитно се очекивало да ће изградња бити завршена до 2025, али је рок за завршетак померен на 2033. годину, када се може очекивати и пуштање у рад реактора.  Када ИТЕР проради, постаће највећи експеримент у физици магнетног заробљавања плазме, који је у употреби, са плазмом запремине од 850 m³, надмашујући ЏЕТ (100 m³). Биће највећи од преко 100 фузијских реактора изграђених од 1950-их. ИТЕР-ов наследник, ДЕМО, очекује се да ће бити прва комерцијална демонстрациона фузијска електрана, тј. да донесе фузијску енергију на комерцијално тржиште.

## ИТЕР-ов реактор
ИТЕР-ов фузијски реактор је дизајниран да производи 500 мегавата (MW) излазне снаге са само 50 мегавата улазне у периоду од око 10 минута, тако да би он требало да удесетостручи енергију коју потроши. За овај реактор се очекује да покаже принцип добијања више термалне енергије из фузијског процеса, него што је утрошено за покретање процеса, нешто што још није постигнуто ни у једном фузијском реактору. Процес ће се одвијати у прстенастом реактору, који се назива токамак, који је окружен џиновским магнетима који ограничавају и циркулишу прегрејану јонизовану плазму ван металних зидова. Како би се омогућила реакција фузије, плазма ће бити загревана до 150 милиона степени °C, температури која је 10 пута већа од температуре Сунчевог језгра. Емитована топлота из фузијске реакције биће испуштана у ваздух.